# Донузлав
Донузла́в (укр. Донузлав, крымскотат. Doñuzlav, Донъузлав) — самое глубокое озеро в Крыму и крупнейшее озеро Черноморского района, относится к Тарханкутской группе озёр. Сейчас для озера более подходящим статусом может быть не озеро, а техногенный залив: в 1961 году в результате строительства военно-морской базы в пересыпи, отделяющей озеро (внутренние воды) от Чёрного моря (внешние воды), был прорыт канал (с фарватером), соединив озеро с Чёрным морем.
Площадь — 48,2 км². Тип общей минерализации — солёное и пресное (участок на крайнем севере, отделённый Аблямитским мостом автодороги Т-01-08). Происхождение — тектоническое.
На северной оконечности озера создан ландшафтно-рекреационный парк Донузлав, площадью 2335 га, включающий прибрежно-водные комплексы.

## География
Этимология слова связана с тюркским обозначением кабана (Donuz)(кабаний или свиной садок).
Озеро Донузлав врезается вглубь полуострова на 30 км, отделяя Тарханкутский полуостров от остального Крыма. Наибольшая его глубина — 27 м, в устье ширина доходит до 8,5 км. От моря Донузлав отделён пересыпью длиной около 12 км, шириной 0,3—1 км.
Высокие и обрывистые берега Донузлава настолько извилисты, что как бы сами образуют небольшие заливы. В некоторых местах высота берега над уровнем воды составляет 25 метров. Ближе к устью берега пологие, постепенно переходящие в песчаные пляжи. Дно затянуто 10-метровым слоем ила. По своему составу он сходен с илом Мойнакского озера и может быть использован в лечебных целях.
Озеро Донузлав солёное. В устье концентрация соли такая же, как в море, но по мере продвижения вверх озеро мелеет, и многочисленные донные родники значительно опресняют его. Эта особенность озера и определяет то, что в устье водится морская рыба — ставрида, бычок, кефаль, барабулька, а в верховье пресноводная — толстолобик, карп. На мелководье много гнездящихся птиц — чайки, бакланы, кулики, утки. Здесь же пролегают пути сезонной миграции птиц, где они отдыхают и кормятся. С 1947 года северная часть озера и прилегающая прибрежная территория объявлена заповедником.
Верховья Донузлава заросли макрофитами, среди которых главными растениями являются: тростник южный, рогоз широколистный, камыш лесной и другие. Озеро является ценным водно-болотным комплексом, где гнездится и собирается во время миграции много видов водоплавающей дичи (лысуха, водная курочка, черноголовая и красноголовая чернь, крыжень, чирок-трескунок и другие).
В озеро впадает балка Старый Донузлав длиной 45 км и площадью водосбора 326 км². Балка имеет разветвлённую сеть — 38 притоков различного порядка. Также в озеро Донузлав впадают балки Донузлав (длина 38 км) у села Красноярское, Чернушка (7 км) — у исчезнувшего села Чернушки, Бурнук (10 км) — у посёлка Новоозёрное.

## Донузлав: раньше и сейчас
Среди историков и археологов нет единого мнения, как образовалось озеро. Возможно, в древности это был открытый морской залив, со временем отделившийся от моря песчаной пересыпью. А может быть, Донузлав это и есть река Гипакирис, о которой писал Геродот в своей «Истории». «Дан» означает «река» (Днепр — Данапр, Днестр — Данастр, Дунай — Данубиос). Существует ещё одна версия: Донузлав — это часть нижнего течения Днепра, отделившаяся от него в древности.
В 1961 году через пересыпь был прорыт канал шириной 200 метров. Фактически с этого момента Донузлав перестал существовать как озеро, но название так и осталось. Тогда же были найдены остатки корабля III—IV веков до н. э., деревянный якорь со свинцовым грузом весом около 200 кг и остатки обшивки днища, бронзовые гвозди и несколько амфор. По дну озера проложены три ветки газопровода, по которым газ с Глебовского газохранилища поступает во все концы Крыма.

## Военно-морская база

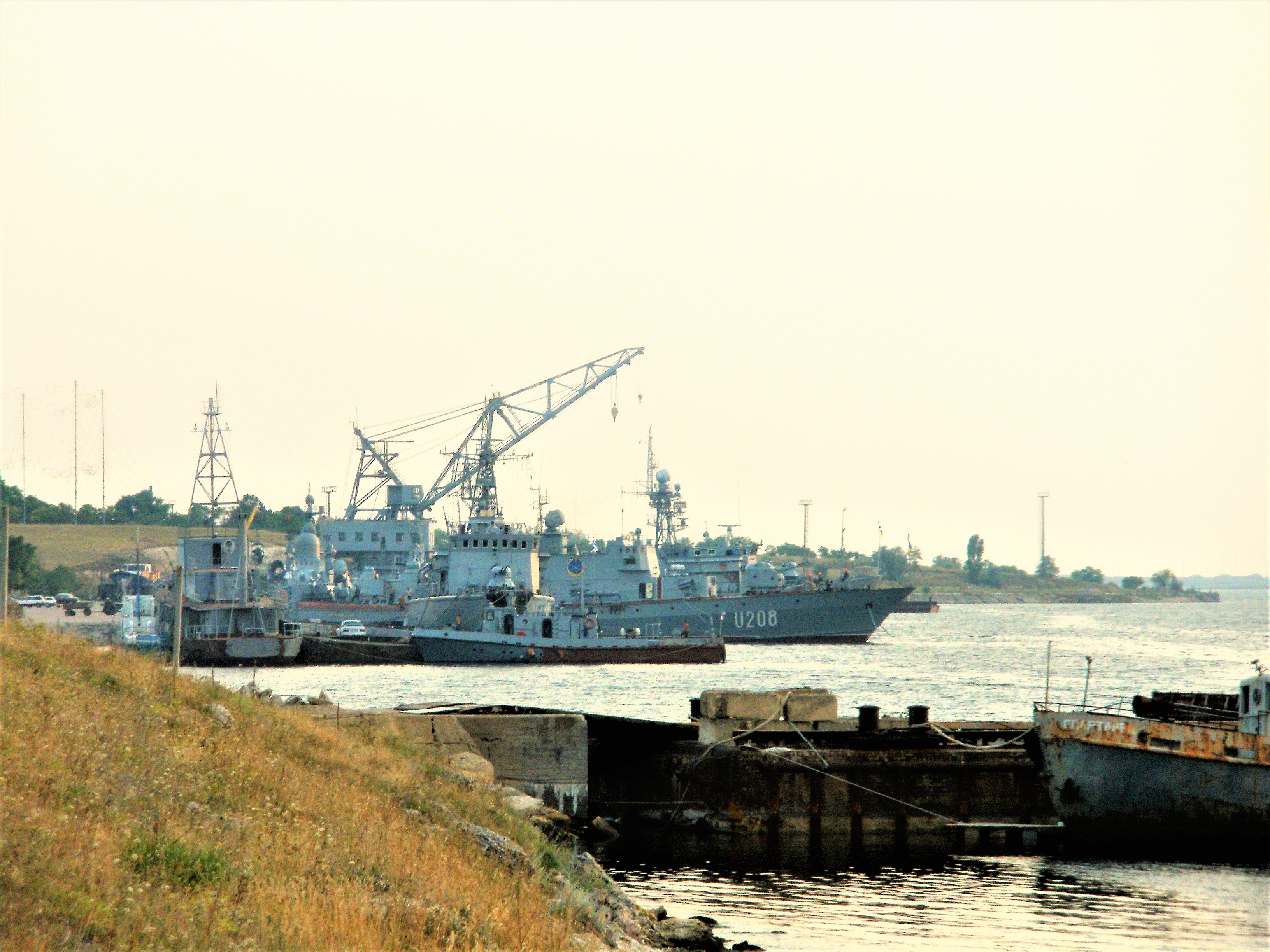
Причал Южной военно-морской базы Украины

Во времена СССР район озера Донузлав был сверхсекретным. До 1994 года здесь располагалась Крымская военно-морская база Черноморского флота, а после — до 2014 года Южная военно-морская база Украины. В состав Крымской военно-морской базы входили подразделения противолодочной морской авиации и кораблей-истребителей. Для военно-морской базы это место было выбрано потому что озеро Донузлав представляет собой лучшую естественную гавань на Чёрном море, которая по удобству не уступает бухтам Севастополя и Балаклавы.
Донузлав был местом базирования полка гидросамолётов противолодочной авиации, десантных кораблей на воздушной подушке, сторожевых катеров, морской пехоты и боевых пловцов-диверсантов, бригады тральщиков, дивизион вспомогательных и аварийно-спасательных судов. В северо-восточном конце причальной стенки находились в консервации корабли с богатой историей — СКРы 50-го проекта, так называемые «полтинники»: «Волк», «Рысь», «Пантера», «Барс», «Горностай». Рядом с топливным причалом базировалось самое боевое в 80-е годы соединение — 17-я бригада охраны водного района. Она состояла из сторожевых кораблей двух модификаций, отличавшихся надстройкой на корме и бортовыми номерами: СКРы 13-й, 40-й, 48-й, 53-й, 84-й, 110-й, 112-й, 115-й, 116-й.
В районе посёлка Мирный, на южной косе находились корабли 112-й бригады ОСНАЗ: «Крым» и «Кавказ», «Юпитер», «Кильдин», «Лиман», другого проекта «Ладога» и «Курс», меньшего водоизмещения «Океан», и весьма сложный по механической службе электроход «Вал».
1 мая 1998 года российская часть 112-й бригады реорганизована в 519-й отдельный дивизион кораблей Черноморского флота России с местом базирования в Севастополе. В состав дивизиона вошли корабли «Кильдин», «Лиман» (он участвовал в походе в Средиземное море во время военных действий в Югославии), «Экватор» и «Приазовье».
Также в гарнизоне в Мирном был полк самолётов-амфибий Бе-12 и отдельный корабельный противолодочный вертолётный полк, представленный различными модификациями вертолётов Ка-25 и Ка-27. Эскадрильи и звенья вертолётного полка участвовали в многомесячных океанских походах и боевых службах на борту крейсеров «Москва» и «Ленинград» и в составе экипажей БПК типа «Очаков».
За период с 1996 года изменялось название соединения, менялся и состав кораблей: «Черновцы», «Ивано-Франковск», «Симферополь», КВП типа «Зубр» «Артёмовск», «Горловка», «Краматорск», «Донецк», БДК «Ровно», плавмастерской «Краснодон» (ныне переоборудован в корабль управления, получил название «Донбасс»), рейдового буксира «Красноперекопск», корвета «Ужгород». Часть этих кораблей переведена в Севастополь, часть исключена из состава флота.
Блокада украинского флота в Донузлаве: во время аннексии Крыма (весна 2014) на фарватерах в бухте Донузлав были затоплены ряд российских военных кораблей для блокирования находящихся в бухте кораблей ВМС Украины. 6 марта 2014 года были затоплены два корабля, ранее входившие в состав Черноморского флота России: списанный большой противолодочный корабль «Очаков» и спасательный буксир.
На следующий день был затоплен третий корабль — списанное водолазное морское судно «ВМ-416». 13 марта было затоплено четвёртое судно.